# Stefan Osnowski
Stefan Osnowski (Német Demokratikus Köztársaság, 1970 –) nyomatkészítő.

## Tanulmányok
- 2003 Greifswaldi Egyetem, Németország - Művészet- és drámapedagógia
- 2000 Caspar David Friedrich Képzőművészeti Intézet, Greifswaldi Egyetem, Németország - Vizuális művészetek MA
- 1994–2000 Greifswaldi Egyetem, Németország - Vizuális művészeti tanulmányok
- 1991–94 Kieli Egyetem, Németország - Régészet

## Rezidenciaprogramok
- 2016-tól Partizán Art Studios - Budapest
- 2016 CONTRAPROVA - Lisszabon, Portugália
- 2015–16' LAC - Lagos, Portugália

## Kiállítások
- 2018 Entre (egyéni) - Resident Art Budapest
- 2017 Passage (egyéni) - Resident Art Budapest
- 2016 BZZ (csoportos) - Budapest
- 2016 HIDRO GRÀFICAS (csoportos) - Fortaleza, Brazília
- 2016 HIDRO GRÀFICAS (csoportos) - Recife, Brazília
- 2016 HIDRO GRÀFICAS (csoportos) - Lisszabon, Portugália
- 2016 FRACTIONS (egyéni) - Pera, Portugália
- 2016 LAC (csoportos) - Lagos, Portugália
- 2016 PRALAC (csoportos) - Faro, Portugália
- 2015 XILOGRAVURAS (egyéni) - Lagos, Portugália